# 1885 en musique
| \| • Retour à la chronologie générale de la musique populaire • \| |
| XXIe siècle • XXe siècle • XIXe siècle • XVIIIe siècle XVIIe siècle • XVIe siècle • XVe siècle • XIVe siècle XIIIe siècle • XIIe siècle • XIe siècle • Xe siècle IXe siècle • VIIIe siècle • Haut Moyen Âge • Rome • Grèce |
| • Retour à la chronologie générale de la musique populaire • |

| • Retour à la chronologie générale de la musique populaire • |

| Années de la musique populaire : 1882 - 1883 - 1884 - 1885 - 1886 - 1887 - 1888    |
| Décennies de la musique populaire : 1850 - 1860 - 1870 - 1880 - 1890 - 1900 - 1910 |

## Événements et œuvres

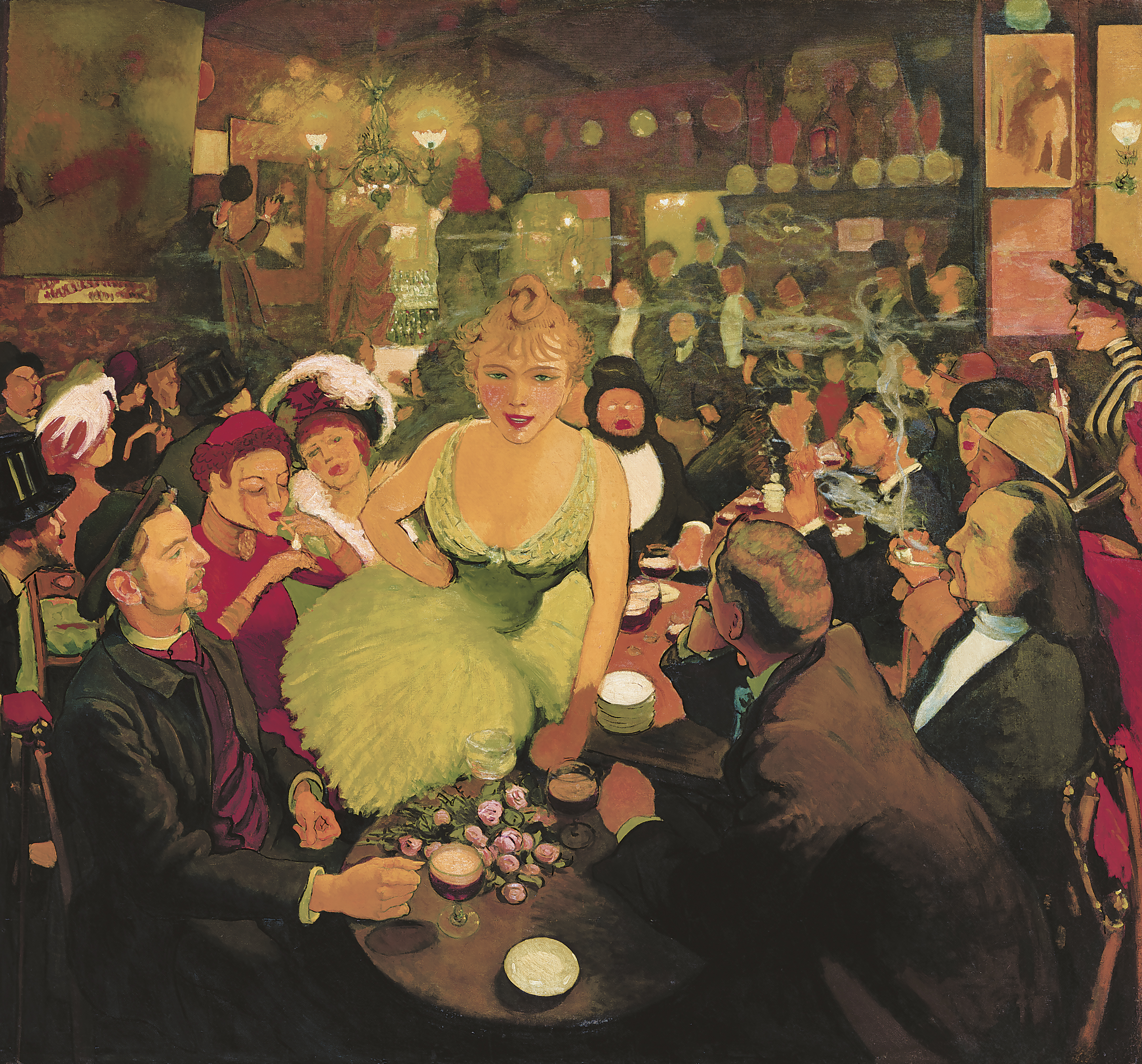
Louis Anquetin, L’Intérieur de chez Bruant : Le Mirliton, huile sur toile, 1886-1887.

- Ouverture à Paris par Aristide Bruant du cabaret Le Mirliton, dans l'ancien local du Chat noir.
- Mario Pasquale Costa, Era de Maggio, chanson napolitaine[1].
- John Farris brevète le nom banjolin[2].
- Esther Lekain fait ses débuts à l'Alcazar de Marseille[3].
- American Patrol, musique de 1885 du compositeur-arrangeur américain Frank Meacham, qui devient un standard de jazz.
- La chanson française du XVIe siècle En revenant de la Lorraine est modifiée avec le titre En passant par la Lorraine à connotation patriotique, sur fond de revanchisme[4].
- Le Pompier, chanson du folklore étudiant français, en particulier à l'école des Beaux-Arts de Paris.

## Publications
- Louis-Albert Bourgault-Ducoudray, Trente mélodies populaires en Basse-Bretagne, Paris, Lemoine et fils[5],[6].
- Alexandre Desrousseaux, Chansons et pasquilles lilloises, Lille, L. Danel, 5 vol. (publiés de 1851 à 1885).
- Félix Milliet, Scènes enfantines pour chant et piano, Paris, J. Hammelle, 1885, 28 p. : poésies de Félix Milliet : La Valse du chat, La Vie d'un petit enfant, L'Oiseau tombé du nid, L'Enterrement du petit oiseau, Le Désir d'un enfant, musique de Marie Chassevant[7].

## Naissances
- 7 février :  Berthe Sylva, chanteuse française, morte en 1941.
- 9 février :  Henry Lodge, compositeur américain de musique ragtime († 16 février 1933).
- 12 février :  James Scott, compositeur afro-américain de ragtime († 30 août 1938).
- 27 février :  Frank Wooster, pianiste et compositeur américain de musique ragtime († 30 juin 1942).
- 11 mai :  King Oliver, cornettiste et compositeur américain de jazz, fondateur et chef d'orchestre du Creole Jazz Band († 8 avril 1938).
- 30 mai :  Charlotte Blake, pianiste et compositrice américaine de musique ragtime († 21 août 1979).
- 10 septembre : Dora Pejačević, compositrice croate († 5 mars 1923).
- 11 septembre :  Herbert Stothart, compositeur de musiques de films, directeur musical de la Metro-Goldwyn-Mayer († 1er février 1949).
- année incertaine :
  - 29 janvier :  Leadbelly, chanteur et guitariste américain de blues et de folk américain († 6 décembre 1949).

## Décès
- 2 avril :  Victor Gelu, poète et chansonnier français de langue occitane († 12 septembre 1806).
- 4 juillet :  Rose Harel, poétesse et goguettière française (°8 avril 1826).